# Cabezamesada
Cabezamesada ist eine spanische Gemeinde  (municipio) in der Provinz Toledo der Autonomen Region Kastilien-La Mancha. 2024 hatte die Gemeinde 332 Einwohner. Die Gemeindefläche beträgt 59,83 km².

## Lage
Cabezamesada liegt etwa 85 Kilometer ostsüdöstlich von Toledo in einer Höhe von ca. 735 m. 

## Bevölkerungsentwicklung
| Jahr      | 1900 | 1910  | 1920  | 1930  | 1940  | 1950  | 1960  | 1970 | 1981 | 1991 | 2001 | 2011 | 2021 |
| --------- | ---- | ----- | ----- | ----- | ----- | ----- | ----- | ---- | ---- | ---- | ---- | ---- | ---- |
| Einwohner | 969  | 1.039 | 1.119 | 1.261 | 1.405 | 1.532 | 1.342 | 966  | 704  | 581  | 494  | 546  | 330  |

## Sehenswürdigkeiten
- Kirche der Unbefleckten Empfängnis (Iglesia de Inmaculada Concepción)
- Marienkapelle

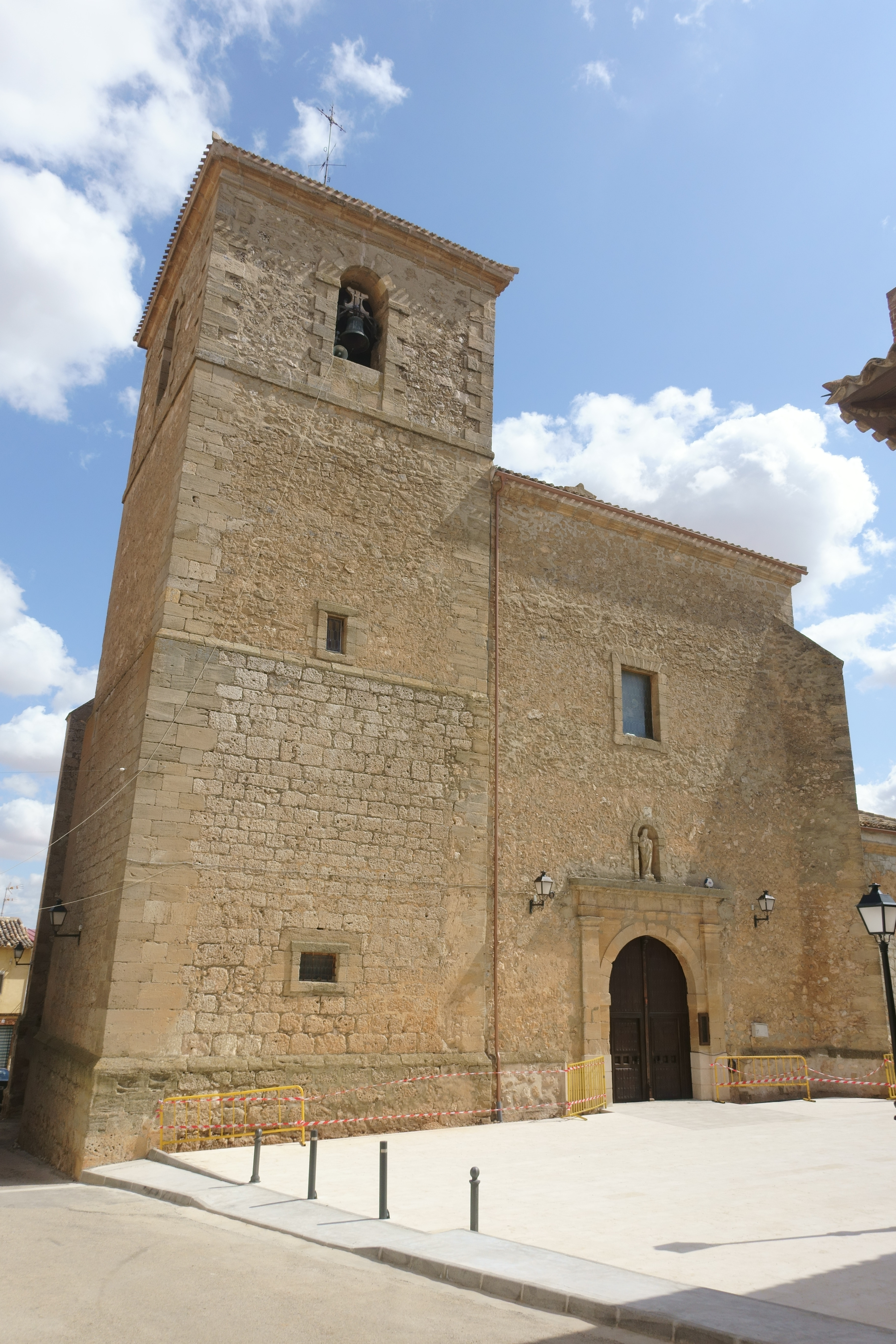
Kirche der Unbefleckten Empfängnis
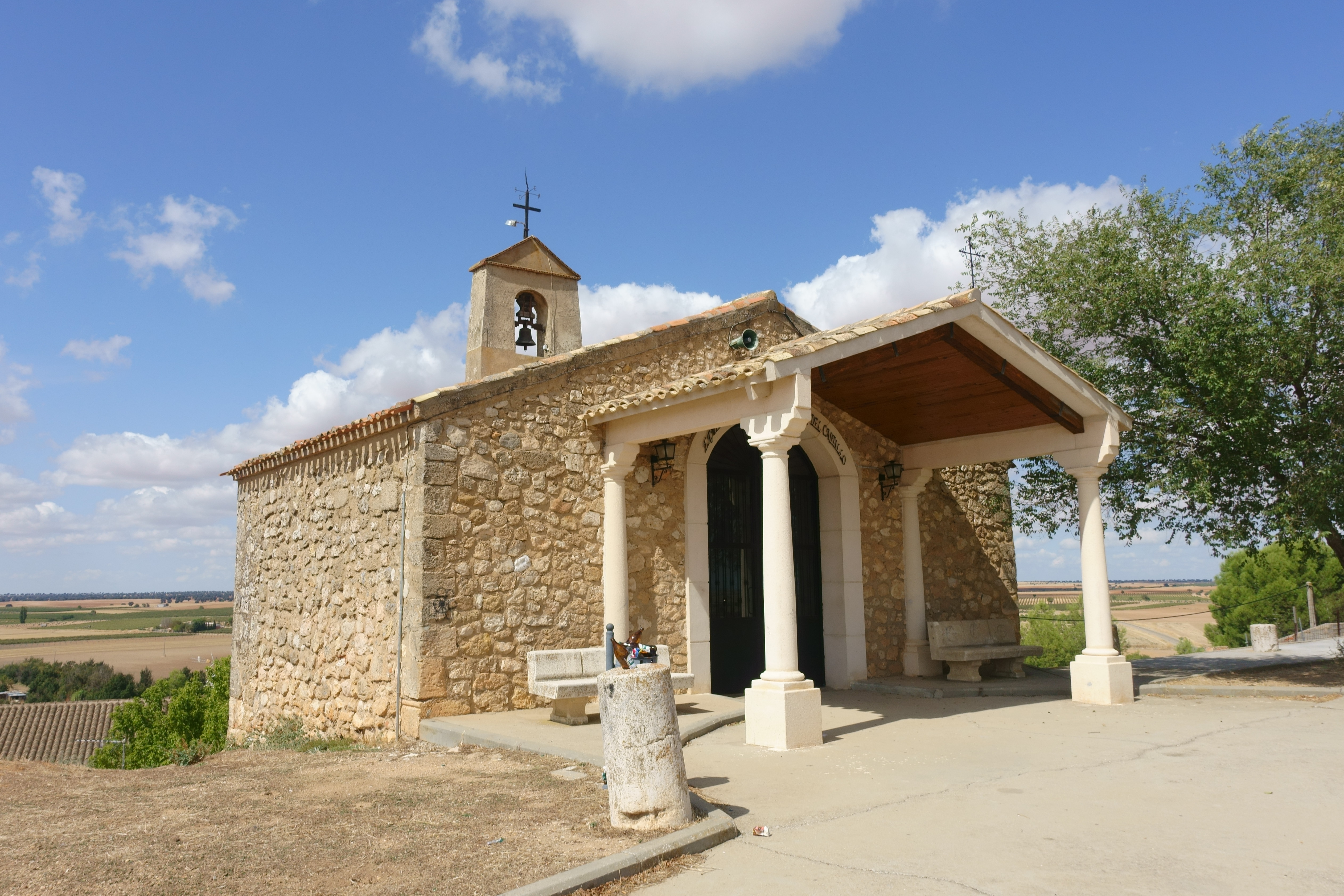
Marienkapelle
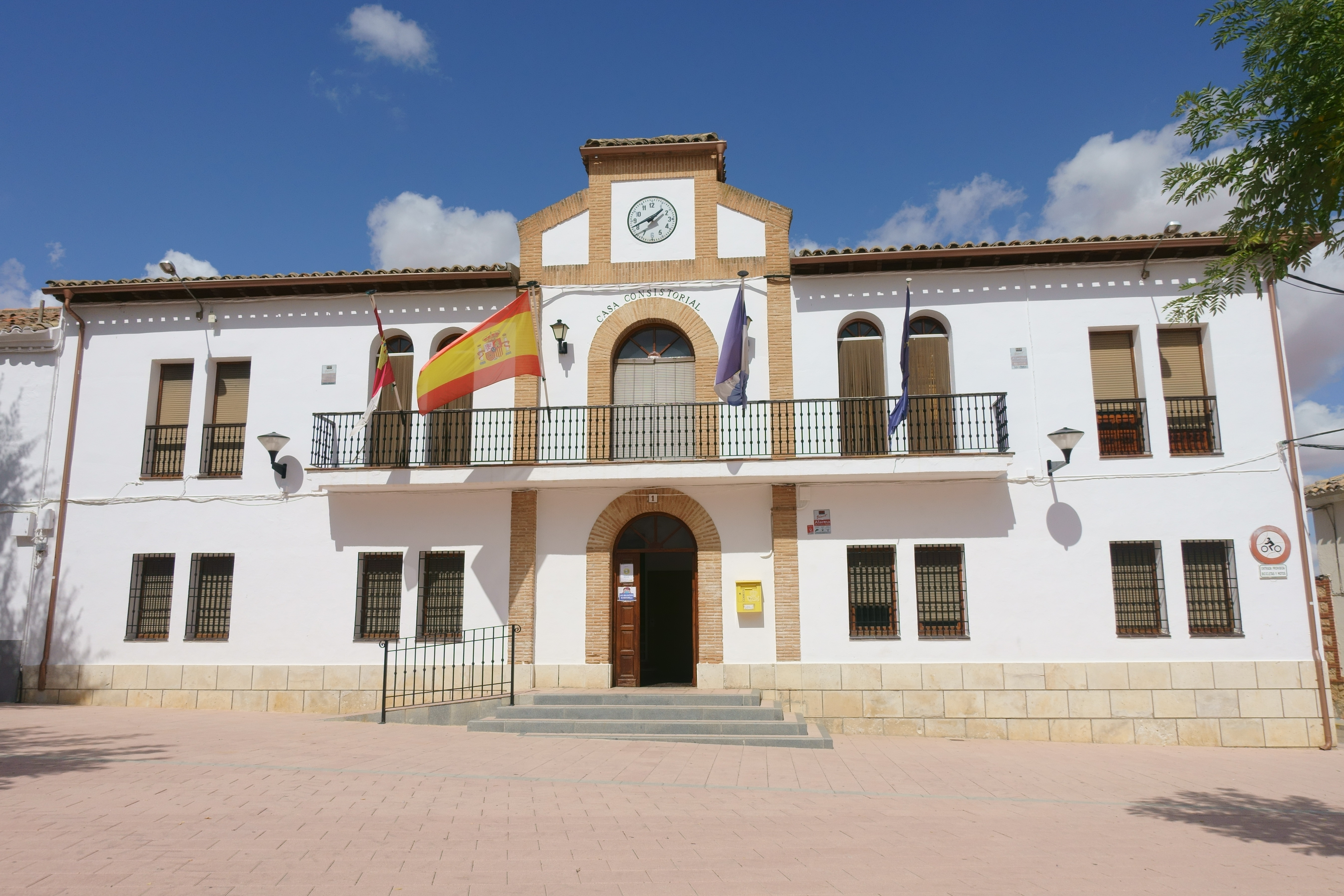
Rathaus